# Ovulační test
Ovulační test nebo také LH test je imunochromatografický in vitro test. Je určen pro kvalitativní stanovení lidského luteinizačního hormonu (LH) v moči.

## Princip
Ovulace je proces uvolnění vajíčka z vaječníku. Několik dní po ovulaci, je největší pravděpodobnost pro otěhotnění. Ženské tělo produkuje látku, která stimuluje ovulaci. Tato látka se nazývá luteinizační hormon (LH) a vylučuje se pouze malé množství této látky během menstruačního cyklu. Na krátký čas se množství zvyšuje přibližně ve střední části cyklu. Toto zvýšení se nazývá nárůst LH a spouští ovulaci. Protože vajíčko může být oplodněno pouze v dnech po ovulaci, detekce ovulace v předstihu, je velmi důležitá. See Now ovulační test, vám pomůže najít čas, kdy je nejvíce pravděpodobné otěhotnění. Aby bylo možno správně určit první den testování, musíte znát délku menstruačního cyklu. První den menstruace je prvním dnem cyklu, cyklus trvá do posledního dne (včetně) před počátkem menstruačního krvácení následujícího cyklu. Obecně k ovulaci ženy dochází někdy mezi 12. – 17. dnem menstruačního cyklu, Ovulační test doporučujeme provádět okolo 10. dne cyklu (od 10. dne od začátku menstruace). Test by se neměl provádět hned ráno, ale mezi 10. a 20. hod.

## Interpretace výsledků
Pozitivní:  Měly by být viditelné dvě barevné linky. Linie v testovací oblasti (T) je testovací linie, linie v kontrolní oblasti (C) je kontrolní linii. Pozitivní výsledek znamená, že moč obsahuje vysoké úrovně LH a může se  předpokládat že ovulace nastane pravděpodobně během následujících 24-48 hodin. Pohlavní styk se doporučuje kdykoli během 48 hodin s cílem maximalizovat šance na otěhotnění.
Negativní: Červená testovací linie (T) je světlejší než kontrolní linky nebo se nezobrazí vůbec.
Negativní výsledek znamená, že není nárůst LH v moči. Test opakujte další den přibližně ve stejnou dobu.
Neplatný:  Není zřetelná linie v kontrolní oblasti, ve výsledkové zóně se neobjeví žádná čárka. Test opakujte s novým balením testu. Pokud se kontrolní linie netvoří, výsledek testu je neprůkazný a stanovení by měla být opakována

## Testovací postup
- Vyjměte testovací proužek z obalu, jste-li připraveni k provedení testu.
- Ponořte proužek do vzorku moči směrem, kde ukazuje šipka, ne hlouběji než vyznačuje maximální linie.
- Uvidíte, jak tekutina prostupuje proužkem. Po 3 sekundách testovací proužek vyjměte a položte ho vodorovně na suchý, čistý, nesavý povrch. Testovací proužek nikdy neponořujte níže než po vyznačenou hranici maxima, test by byl nepřesný.
- Počkejte, až se objeví barevné pásky a odečtěte si po 5 minutách výsledky. Neodečítejte výsledky po 10 a více minutách.

## Omezení
- V případě, že máte nepravidelný nebo neobvykle dlouhý menstruační cyklus, konzultujte použití ovulačních testů s Vaším lékařem.
- Pokud jste v menopauze, těhotenství nebo užíváte antikoncepci, budou vaše výsledky neužitečné.
- Tento test nemůže být použit pro antikoncepci.